# クルト・フェルト
クルト・フェルト(ドイツ語: Kurt Feldt、1897年11月22日 - 1970年3月11日)は、第二次世界大戦時のドイツ陸軍の軍人。最終階級は騎兵大将。軍事的リーダーシップなどが認められて騎士鉄十字勲章を受勲した。

## 叙勲
- 騎士鉄十字章 (1941年8月23日)：第1騎兵師団の少将として[1]